# Dacorum
Dacorum è un borough dell'Hertfordshire, Inghilterra, Regno Unito, con sede a Hemel Hempstead.

## Storia
Il distretto fu creato con il Local Government Act 1972, il 1º aprile 1974 dalla fusione del municipal borough di Hemel Hempstead con i distretti urbani di Berkhamsted e Tring, i distretti rurali di Berkhamsted ed Hemel Hempstead e la parte di quelli di St Albans e Watford nell'area della nuova città di Hemel Hempstead.

## Parrocchie civili
Le parrocchie, che non coprono l'area del capoluogo e Chandler's Ford, sono:
- Aldbury
- Berkhamsted
- Bovingdon
- Chipperfield
- Flamstead
- Flaunden
- Great Gaddesden
- Kings Langley
- Little Gaddesden
- Markyate
- Nash Mills
- Nettleden with Potten End
- Northchurch
- Tring
- Tring Rural
- Wigginton